# 科德馬
科德馬（烏克蘭語：Кодима，羅馬化：Kodyma，發音：[ˈkɔdemɐ] ⓘ）是乌克兰敖德薩州波迪利斯克區科德马市镇内的城市及该市镇的行政中心，2020年7月18日前为科德馬區的行政中心。該市距離州府敖德薩218公里，始建於1754年，面積10.53平方公里，海拔高度266米，2022年人口数量为8,404人。

## 图集

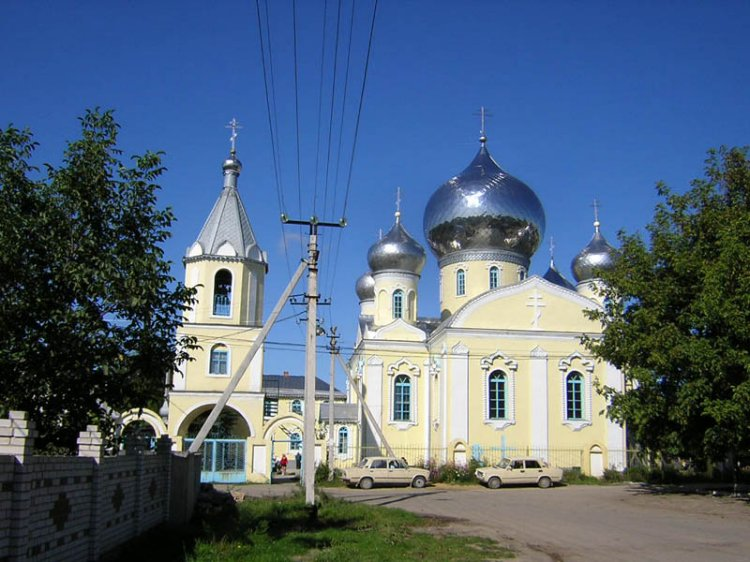
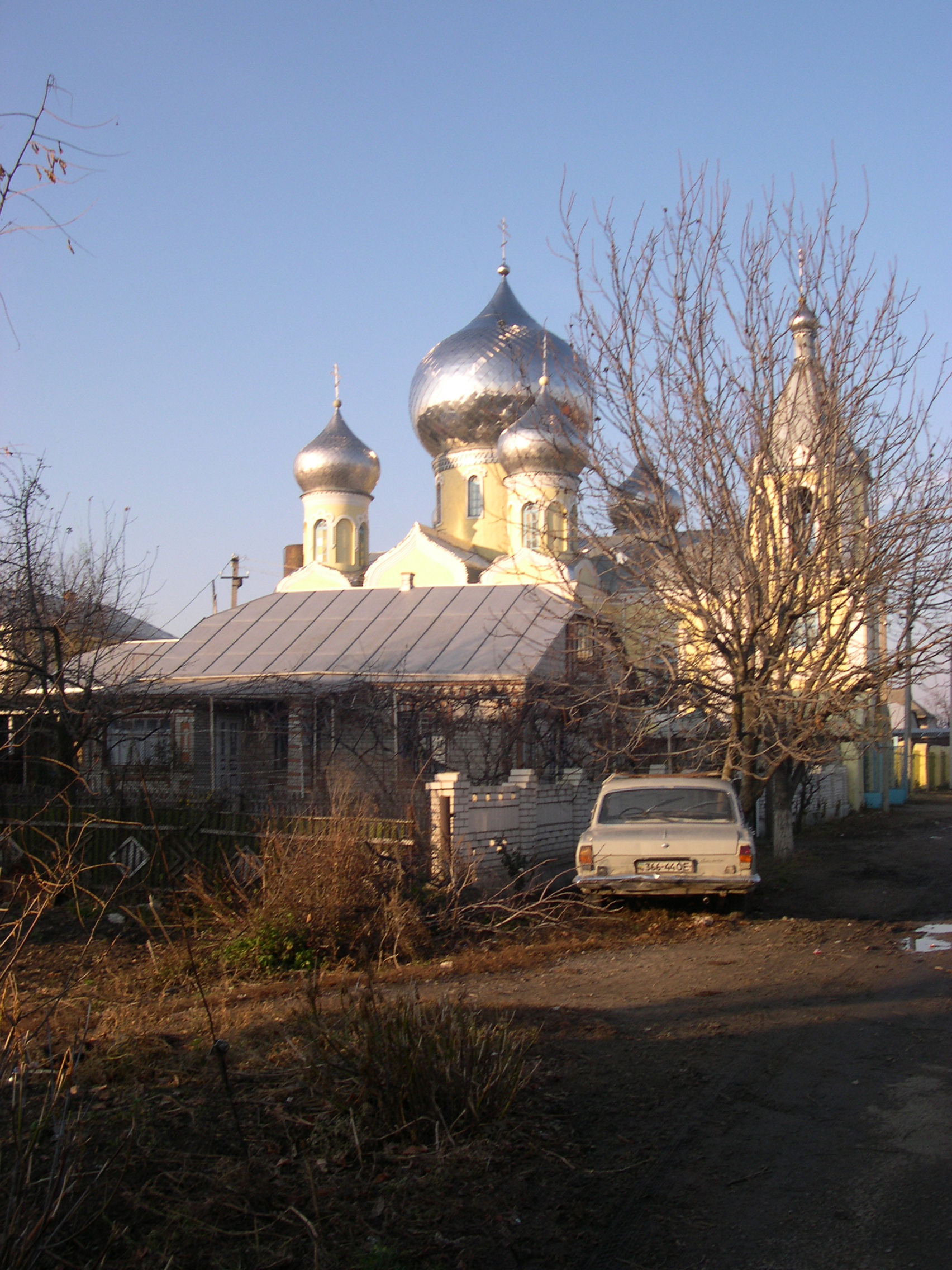
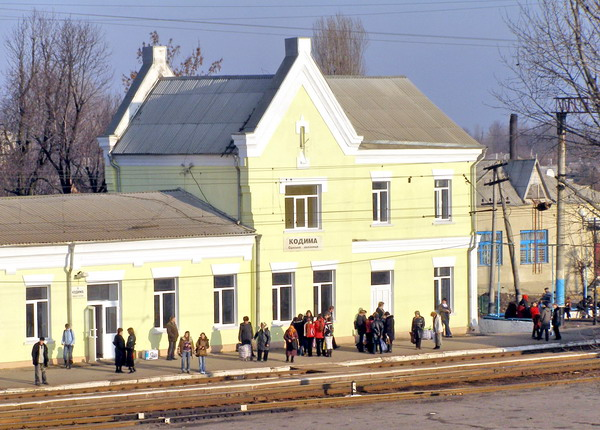